# Thomas Koechlin
Thomas Koechlin (Singapore, 4 ottobre 1991) è un canoista svizzero, specializzata nella prova del C1 slalom.

## Palmarès
- Europei

Tacen 2017: argento nel C1.